# 倒數第二個男朋友
《倒數第二個男朋友》（英語：Good Luck Chuck）是一部美國電影，馬克·海費瑞奇導演，丹·庫克與潔西卡·艾芭主演的愛情喜劇，在2007年9月上映。

## 劇情
查理暱稱查克，幼年在一場遊戲天堂的七分鐘中反悔，拒絕與歌德羅莉系女孩雅妮莎（莎夏·彼得斯飾）親密，雅妮莎一怒之下，對查理下了可怕的詛咒：只要與他發生過性關係的女孩，必能立即找到另外一個真愛，步入禮堂。
長大後的查理（丹·庫克飾），成為了一個傑出的牙醫，雖事業有成，卻是感情多損。他歷經多任女友，卻都是分手收場。直到前女友的喜宴上，查理發現，幼年的詛咒靈驗了，大家都戲稱他為幸運查克，所有美女都極其盼望與查理一夜春宵。查理抱持著助人為樂的心態，勉為其難過著有性無愛的生活，雖然性慾極其滿足，內心卻有點缺憾。
直到查理生命中出現了一個美貌、率真，又倒楣的企鵝研究員凱姆（潔西卡·艾芭飾），查理明知道凱姆就是他命中的另一半，但又害怕詛咒應驗，於是苦思，設法破除這個魔咒....